# Diocèse de Simdega
Le Diocèse de Simdega  (en latin Dioecesis Simdegaensis) est une circonscription ecclésiastique de l’Église catholique dans l’état de Jharkhand, en Inde. Une ancienne mission catholique parmi les Kharias, Mundaris et Ouraons, longtemps section méridionale de l’Archidiocèse de Ranchi est érigée en diocèse en 1993. Comptant 180200 catholiques sur 31 paroisses il est actuellement gouverné par Mgr Vincent Barwa.

## Histoire
Un travail missionnaire initié durant la seconde moitié du XIXe siècle par les jésuites belges, sous la direction du père Constant Lievens, dans la partie méridionale du Jharkhand, arrive à maturité au XXe siècle. Plusieurs diocèses sont créés, suffragants de l’archidiocèse de Ranchi. 
Le 28 mai 1993 le pape Jean-Paul II érigé le diocèse de Simdega, le confiant à Mgr Joseph Minj qui en est le premier évêque. La population du diocèse est largement indigène et appartient aux groupes ethniques des Kharias, Mundaris et Ouraons. Aujourd’hui le clergé est entièrement indigène.

## Évêques de Simdega
- 1993-2008 : Joseph Minj, démissionnaire
- 2008-  :    Vincent Barwa

## Sources
- Catholic Directory of India
- Annuario pontificio 2013, Città del Vaticano, Libreria editrice vaticana, 2013.